# 张恺帆
张恺帆（1908年12月18日—1991年10月29日），男，安徽无为人，原名昌万，中华人民共和国政治人物，曾任安徽省副省长，因为在三年困难时期停办公共食堂、开仓放粮等举措而留得美名。

## 生平
张恺帆是安徽省无为县忠台乡人，1908年12月18日出生于一个小地主家庭，先后就读于无为竞存小学、江苏省无锡中学和芜湖民生中学。1926年参加第一次國共合作，1928年8月在白色恐怖中加入中国共产党，1930年参与领导了无为苏维埃运动和六洲暴动。1933年4月任中共上海市吴淞区委书记，10月调任沪西区委书记，11月被国民政府逮捕，被关押在龙华监狱。
抗日战争爆发后，第二次国共合作成立，张恺帆被释放出狱。出狱后历任中共皖中工委委员、来安县委书记、新四军第五支队秘书长、津浦路东联防办事处秘书长、皖中（后改皖江）行政公署副主任。第二次國共內戰中历任苏皖边区政府秘书长、东线兵团前敌委员会秘书长。
1949年後历任中共皖北区党委秘书长兼宣传部长、淮南矿区党委书记。1952年1月中共安徽省委成立，任省委常委兼省委统战部部长。1954年上半年升任安徽省人民政府常务副主席。1956年设立中共安徽省委书记处，兼任书记处书记。

### 无为事件
时任安徽省委第一书记的曾希圣十分积极地执行毛泽东的极左路线，大炼钢铁，盲目兴修水利，以及浮夸风等因素造成安徽省出现大规模的饥荒。张恺帆时任安徽省副省长，是安徽省第三把手，兼中共巢县县委第一书记。在与巢县县委书记处书记张建深入社队调查时发现，“群众家已是十室九空，公共食堂的大锅里全是清水煮青菜，只有一点点粮食，情况非常严重”。1959年7月，张恺帆从省粮食厅了解到无为县1958年上报产粮13亿斤，征购7亿斤，已完成征购3亿斤。张恺帆是无为人，知道无为产粮最多只能是六七亿斤，征购7亿斤农民将没有剩余粮食。随后他组织干部实地调查，发现饥荒十分严重，随后迅速组织救灾。
1959年7月8日，张恺帆亲自指挥粮食调运和分发到户，并给省委和曾希圣报告，提出著名的“三还原”：吃饭还原，即停办农村公共食堂，粮食发到各户，回家吃饭；自留地还原；房屋还原，让社员回家居住。10日至12日，库存的150万斤大米、300万斤稻谷迅速发往农村，30万斤黄豆加工成豆腐、豆浆供应病人和无奶喝的婴儿，同时还设法弄来肉食品供应病人。
张恺帆一边救灾一边向正在开庐山会议的省长黄岩汇报。庐山会议原本是为了纠正大跃进的偏差，但在彭德怀上书之后，整个会议变成对彭德怀的批判。而张恺帆的行为被迅速定性为反党反社会主义。1959年8月1日，中共安徽省委常委会在合肥稻香楼批判张恺帆；4日安徽省委呈报给中共中央的《安徽省委书记处书记张恺帆下令解散无为县食堂》的材料派专人呈送庐山，毛泽东批语极为严厉：
|  | 印发各同志。右倾机会主义分子，中委会里有，即军事俱乐部的同志们，省级也有，例如安徽省委书记张恺帆，我怀疑这些人是混进党内的投机分子。他们在由资本主义到社会主义过渡时期中，站在资产阶级立场，蓄谋破坏无产阶级专政，分裂共产党，在党内组织派别，散布他们的影响，涣散无产阶级的先锋队，另立他们的机会主义的党。这个集团的主要成分是高岗阴谋反党集团的重要成员，就是明显证据之一。这些人在资产阶级民主革命时期，他们是愿意参加的，有革命性，至于如何革法也是常常错误的。他们没有社会主义革命的精神准备，一到社会主义革命时期他们就不舒服了。早就参加了高饶反党集团，而这个集团是用阴谋手段求达其反动目的的。高饶集团的漏网残余，现在又在兴风作浪，迫不急待，急于发难，迅速被揭露，对党对他们本人都有益处，只要他们愿意洗脑筋，还是有可能争取过来的。因为他们是具有反动与革命的两重性，他们现在的反社会主义纲领，就是反对大跃进，反对人民公社。不要被他们的花言巧语所迷惑，例如说总路线基本正确，人民公社不过迟几年办就好了。要挽救他们，要在广大干部中进行彻底揭发，使他们的市场缩小而又缩小。一定执行治病救人的方针，一定要用摆事实讲道理的方法，还要给他们革命与工作的出路，批判从严，处理从宽。 |

李锐后来评述道：“批语极为严厉，上纲上线，惊心动魄，不仅影响山上的批斗升级，对全国影响，尤为深远。”
1959年9月19日，中共安徽省委扩大会议在江淮大戏院召开，通过《关于张恺帆、陆学斌反党联盟的决议》，宣布“将张恺帆开除党籍，撤销党内外一切职务，级别由七级下调到十一级，并责令其交代包庇反革命分子及其他重要问题”，陆学斌“给以留党察看两年的处分，撤销候补书记、宣传部长、副省长等职务，并交组织部门继续审查，同事责令其彻底交代”。张恺帆的妻子史迈也遭受批判、行政由十六级降到十八级。张恺帆被囚禁207天调查个人历史问题后，1960年9月被送到铜陵。
张恺帆的亲朋好友也都受到株连。张的二弟昌选、堂兄视三、堂弟昌树，都受到株连，被迫害致死。与张恺帆有过接触的人，全部打成“机会主义分子”，进行了残酷斗争，有的被罚跪，有的被扒衣服毒打，送到农场劳动改造。据不完全统计，遭受株连被处分的无为籍各级干部就有28741人。
1962年1月11日至2月7日，中共中央在北京召开扩大的中央工作会议（史称七千人大会），毛泽东在会上做了自我批评。自1月30日起，与会的安徽省地、市、县委负责人揭发了安徽省委、首先是曾希圣的错误。1962年6月，李葆华在安徽省委小礼堂主持会议，宣布为张恺帆彻底平反：恢复党籍、恢复党内外一切职务、恢复名誉、恢复工资级别。7月20日，经中央监委批准，中共安徽省委宣布撤销《关于张恺帆、陆学斌反党联盟的决议》。

### 文革时期
1966年，文化大革命爆发，张恺帆再一次被打倒，被押送到蚌埠、淮南、安庆、铜陵、芜湖、马鞍山等地巡回批斗，后来又到六安县一个农场劳动。张某次在合肥工大，被造反派重击背部，伤势严重。

### 改革开放时期
1978年1月当选为安徽省政协副主席。1979年1月出任安徽省委书记（当时有第一书记）、省革委会副主任、省纪委第二书记。1980年1月任省政协主席、党组书记。85年离休，晚年曾在六安住院治病。1991年10月29日，张恺帆在合肥病逝，终年83岁，被评级为“久经考验的共产主义忠诚战士、中国共产党优秀党员”。遵照张留下的“丧事概免”的遗嘱，未举行遗体告别仪式，未开追悼会。但据称自发前往合肥殡仪馆为他送行的，有千数百人。

## 口述书籍
由张恺帆口述，宋霖记录整理的《张恺帆回忆录》于2004年由安徽人民出版社出版。